# Else Thalemann
Else Dorothea Thalemann (* 29. März 1901 in Berlin als Else Dorothea Moosdorf; † 19. Oktober 1984 in Mölln) war eine deutsche Fotografin. Sie wurde bekannt durch Industrie- und Pflanzenfotografien.

## Biografie
Else Thalemann wuchs als Tochter des Miteigentümers der florierenden Berliner Sanitätswerke Moosdorf & Hochhäusler Otto Moosdorf und seiner Frau Clara in wohlhabenden Verhältnissen in Berlin-Treptow auf. Sie besuchte dort das Lyzeum am Baumschulenweg, brach die schulische Ausbildung jedoch vor dem Abitur ab. 1921 heiratete sie Wilhelm R. Thalemann (1897–1979). Er war ein Sohn des Cousins ihres Vaters. 1923 kam ihr erster Sohn Wolfgang und ein Jahr später die Tochter Brigitte zur Welt. Daraufhin bezog die Familie ein eigens erbautes Haus in Zeuthen.

### Fotografische Karriere
Zwischen 1926 und 1928 erlernte Thalemann in einem Berliner Studio das Fotografieren. Als Motive wählte sie in erster Linie Szenen aus dem Alltag. Als Thalemann 1930 mit ihrem Mann und den beiden Kindern nach Berlin-Wilmersdorf zog, richtete sie sich dort ihr erstes eigenes Atelier mit Dunkelkammer ein.
Während ihrer fotografischen Entwicklung machte Thalemann Werbeaufnahmen für die Berliner Fotoagentur Mauritius sowie weiterhin Aufnahmen von Landschaften und verschiedenen Szenen des Alltags. In dieser Zeit lernte sie den Schriftsteller und Biosophen Ernst Fuhrmann kennen. Dieser begleitete Thalemann auf Reisen nach Frankreich, Griechenland, Spanien und Italien. Ihre Impressionen hielt Thalemann stets fotografisch fest.
Ab 1934 arbeitete Thalemann auch beruflich mit Fuhrmann zusammen. Zu einem Buch mit dem Titel „Das Wunder der Pflanze“ verfasste er den Text, sie war für die 112 Fotos verantwortlich. Dabei war es Fuhrmann wichtig, dass sie die „Eigenarten“ einer Pflanze herausstellte und deren Aufbau betonte. Darüber hinaus arbeitete Thalemann als Fuhrmanns Assistentin für das Folkwang Auriga-Archiv in Essen.
Nachdem Fuhrmann 1938 in die USA emigrierte, ging Else Thalemann in die Schweiz. Sie lebte dort für ein halbes Jahr in der anthroposophischen Rudolf Steiner Stiftung in Dornach und kehrte 1939 zurück nach Berlin. Zu dieser Zeit fotografierte sie kaum und begann sich stattdessen der Malerei zu widmen.
Im Jahr 1945 ließ sich Else Thalemann von ihrem Mann scheiden und zog nach Freiburg. Dort nahm sie 1946 den Auftrag eines Verlages an, Blumen für ein Lexikon zu zeichnen. Weiterhin unternahm Thalemann viele Reisen, besonders häufig nach Griechenland. Daraus resultierte eine Broschüre über griechische Klöster und Heilige der Ostkirche, die sie unter ihrem Mädchennamen Dorothea Moosdorf veröffentlichte.
1980 zog sie in die Seniorenresidenz Augustinum in Mölln. Sie starb sie während einer Reise im Stift Lauterbach.

### Nachlass
Generell ist über Thalemanns Werke nur wenig bekannt. Das ist primär darauf zurückzuführen, dass ein Großteil ihrer Arbeiten anderen zugeschrieben wurde. Hinzu kommt, dass während des Zweiten Weltkriegs Bomben der Alliierten Else Thalemanns Berliner Atelier zerstörten. Dabei fiel der größte Teil ihres fotografischen Materials den Flammen zum Opfer.

## Ausstellungen
- 1993: Else Thalemann: Industrie- und Pflanzenphotographien um 1930, Das Verborgene Museum, Berlin
- 2020, 2. Februar – 3. Mai: Paris 1930. Fotografie der Avantgarde, Kunstsammlungen Chemnitz[5][6]